# 올라프 숄츠
올라프 숄츠(독일어: Olaf Scholz, 독일어 발음: [ˈoːlaf ˈʃɔlts] ( 듣기), 1958년 6월 14일~)는 독일의 정치인이다. 사회민주당 소속으로 연방총리를 역임했다.
노동 및 고용법 전문 변호사로 경력을 시작했다. 1975년 사회민주당에 입당하여 1998~2011년 연방의원을 지냈다. 2001년 오르트빈 룬데 시장의 함부르크 정부에서 일했고 2002년 사회민주당 사무총장이 되면서 총리 겸 당대표였던 게르하르트 슈뢰더와 일했다. 연방의회에서 수석 원내대표가 된 후 2007년 노동 사회 장관으로 1기 메르켈 정부에 입각했다. 2009년 총선의 결과 사회민주당이 연정에서 물러난 후 함부르크 사회민주당 대표, 사회민주당 부대표로 선출됐다. 2011년 함부르크 주의회 선거를 승리로 이끌며 시장이 됐고 2018년까지 재임했다.   
2018년 사회민주당이 4기 메르켈 정부에 참여하면서 재정 장관 겸 부총리로 지명됐다. 2020년, 2021년 총선의 총리 후보가 됐고 사회민주당은 이 선거에서 연방의회 1당이 됐다. 동맹 90/녹색당, 자유민주당과 '신호등 연정'을 구성하여 12월 8일 연방총리에 취임했다.

## 생애
숄츠는 1958년 6월 14일 서독 니더작센주 오스나브뤼크에서 게르하르트 숄츠와 그의 아내 크리스텔의 세 아들 중 첫째로 태어났다. 그의 부모는 모두 섬유 산업에 종사해서 그의 가족들은 함부르크로 이사했다. 그는 1985년에 변호사 자격을 취득하고, 변호사로 활동했다.

## 정치 경력
고등학생이던 1975년, 숄츠는 사회민주당에 입당하였고, 그 당의 청소년 조직인 조스의 회원이 되었다. 숄츠는 주소 연방 부의장 시절 동독 관리원들과 긴밀한 관계를 유지했다. 그는 이후 1998년 브리타 에른스트와 결혼한 뒤, 함부르크 내무 상원의원으로 당선되었다. 그는 이후 2002년과 2005년, 2009년에도 당선되며, 2011년까지 재임했다. 2007년부터 2009년까지는 연방 노동사회부 장관을 맡았다.

### 함부르크 시장 (2011년~2018년)
숄츠는 이후 2011년 함부르크 시장 출마를 선언했으며, 이후 그는 시장으로 당선되었다. 이후 2015년에는 재선에 성공했으며, 2018년까지 재임한 뒤 퇴임했다.

### 연방 재무장관 및 부총장 (2018년~2021년)
제4기 메르켈 내각 구성으로 인해 이후 앙겔라 메르켈 총리가 숄츠를 연방 재무장관 및 부총장에 임명됐고, 2021년까지 재임한 뒤 퇴임했다.

### 연방총리 (2021년~2025년)
이후 2021년 독일 연방의회 선거에서 본인이 이끄는 독일 사회민주당이 승리하면서 차기 총리로 유력시 되었고, 결국 2021년 12월 8일, 총리로 취임했다. 이는 독일의 재통일 이후 최초의 무종교인 총리이다.
2022년 러시아의 우크라이나 침공이 일어나자 2월에 그는 TV에서 연설했다.
2023년 숄츠는 일본 히로시마에서 열린 G7 정상회의가 끝난뒤, 대한민국을 방문해 윤석열 대통령과 정상회담을 했으며, DMZ를 방문해 조선민주주의인민공화국에게 탄도미사일 발사 및 핵무장 강화시도를 중단하라고 촉구했다.
2025년 5월 6일 연방총리직에서 퇴임했다.

## 역대 선거 결과
| 선거명      | 직책명                                                         | 대수 | 정당            | 득표율 | 득표수   | 결과 | 당락                                                       |
| ----------- | -------------------------------------------------------------- | ---- | --------------- | ------ | -------- | ---- | ---------------------------------------------------------- |
| 1998년 선거 | 하원의원 (함부르크-알토나 선거구)                              | 14대 | 독일 사회민주당 | 48.1%  | -표      | 1위  | 함부르크-알토나 하원의원 당선                              |
| 2002년 선거 | 하원의원 (함부르크-알토나 선거구)                              | 15대 | 독일 사회민주당 | 49.4%  | -표      | 1위  | 함부르크-알토나 하원의원 당선                              |
| 2005년 선거 | 하원의원 (함부르크-알토나 선거구)                              | 16대 | 독일 사회민주당 | 45.94% | 61,936표 | 1위  | 함부르크-알토나 하원의원 당선                              |
| 2009년 선거 | 하원의원 (함부르크-알토나 선거구)                              | 17대 | 독일 사회민주당 | 36.36% | 46,281표 | 1위  | 함부르크-알토나 하원의원 당선                              |
| 2011년 선거 | 함부르크 자유한자시 제1시장                                    | 12대 | 독일 사회민주당 | 0%     | -표      | 1위  | 함부르크 시장 당선                                         |
| 2015년 선거 | 함부르크 자유한자시 제1시장                                    | 12대 | 독일 사회민주당 | 47.93% | 58표     | 1위  | 함부르크 시장 당선                                         |
| 2021년 선거 | 하원의원 (포츠담·포츠담미텔마르크 2구·텔토프플레밍 2구 선거구) | 20대 | 독일 사회민주당 | 34.0%  | 64,271표 | 1위  | 포츠담·포츠담미텔마르크 2구·텔토프플레밍 2구 하원의원 당선 |